# Hibbertia malleolacea
Hibbertia malleolacea är en tvåhjärtbladig växtart som beskrevs av Toelken. Hibbertia malleolacea ingår i släktet Hibbertia och familjen Dilleniaceae. Inga underarter finns listade i Catalogue of Life.